# (1491) Balduinus
(1491) Balduinus ist ein Asteroid des Hauptgürtels, der am 23. Februar 1938 vom belgischen Astronomen Eugène Joseph Delporte in Ukkel entdeckt wurde.
Der Name des Asteroiden ist von der lateinischen Benennung des belgischen Königs Baudouin I. (1930–1993) abgeleitet.